# J-SH04
El J-SH04 era un telèfon mòbil fabricat per Sharp Corporation i llançat per J-Phone (SoftBank Mobile). Només estava disponible al Japó i es va llançar el novembre de 2000. Va ser el primer telèfon del Japó amb una càmera posterior integrada. Té un sensor d'imatge CMOS de 110.000 píxels i una pantalla de 256 colors. El telèfon pesa 74 g i les seves dimensions són 127 × 39 × 17 mm. El va succeir el telèfon plegable J-SH05, que es va llançar només un mes després.

## Primer telèfon amb càmera
Si bé el J-SH04 va popularitzar el concepte d'un telèfon amb càmera i va ser el primer telèfon amb càmera ambdós totalment integrats a través d'una xarxa mòbil cel·lular, tot i que va tenir una sèrie de predecessors. El desembre de 1997, Kyocera va llançar el VP-110, que era un adaptador de videotelèfon PCMCIA amb una càmera CCD de 80.000 píxels que girava 210° i connectada als telèfons mòbils DataScope SD-110 i DS-320. Kyocera va llançar el primer telèfon mòbil comercial amb càmera el setembre de 1999, el telèfon visual VP-210 que tenia una càmera CMOS frontal de 110.000 píxels que permetia tant fer videotrucades com enviar fotos per la xarxa. El VP-210 podia enviar les seves imatges fixes com a fitxers adjunts de correu o enviar vídeo a 2 fotogrames per segon a través d'una xarxa PHS. En canvi, la càmera del J-SH04 a la part posterior del telèfon estava dissenyada per fer fotos de cara a l'usuari, que era una manera més popular d'utilitzar càmeres digitals en aquell moment que les videotrucades i els selfies. L'altra distinció important era el propi telèfon. El VP-210 era un telèfon sense fil i el SH04 un telèfon mòbil. La càmera d'un telèfon sense fil no va triunfar, mentre que la càmera d'un telèfon mòbil va tenir un èxit espectacular. El SH04 va ser el punt d'inflexió de la transformació del telèfon mòbil amb càmera incorporada.

## Samsung SCH-V200
De fet, el telèfon SCH-V200 de Samsung equipat amb una càmera VGA es va llançar a Corea del Sud uns mesos abans que el J-SH04. La càmera del Samsung SCH-V200 estava dins de la mateixa caixa que el telèfon i utilitzava la mateixa bateria i memòria, però no estava integrada amb la funció "telèfon", és a dir, no podia transmetre "a distància", les fotografies fetes, que alguns consideren com a part de la definició de "telèfon amb càmera". En lloc d'això, les fotografies fetes pel SCH-V200 s'havien de transferir a un ordinador, mitjançant un cable o una memòria flash, per poder-les enviar llavors a través de la xarxa. El 1997 Philippe Kahn havia construït el primer telèfon complet amb càmera fotogràfica. A partir d'aquest projecte en solitari Kahn va treballar amb la firma Motorola amb la que va desenvolupar un terminal amb càmera fotogràfica.